# ارکستر فیلارمونیک وین
ارکستر فیلارمونیک وین (آلمانی: Wiener Philharmoniker) در سال ۱۸۴۲ تأسیس شد.
این ارکستر یکی از بهترین ارکسترهای جهان به‌شمار می‌آید که در پایتخت اتریش بنا شده است. اعضای آن از بین نوازندگان اپرای دولتی وین انتخاب می‌شوند. برای انتخاب شدن راه طولانی باید طی شود و هرکس که به این نقطه برسد حداقل سه سال باید در این ارکستر بنوازد. بعد از این پروسه نوازنده باید از مرکزیت فیلارمونیک وین درخواست عضویت بکند.

## تاریخچه
تا سالهای ۱۸۳۰ اجرای ارکستر در وین توسط ارکسترهای مناسب انجام می‌شد. این ارکستر شامل نوازندگان حرفه‌ای و آماتور می‌باشد که برای اجرای برنامه‌های خاص باهم تلفیق می‌شوند. در سال ۱۸۳۳ فرانز لاچنر پیشگام شرکت در فیلارمونیک وین به اسم کونستلرورین شد. این ارکستر دارای نوازندگان حرفه‌ای از مجلس اپرای وین یا همان اپرای دولتی وین بود. آن‌ها چهار کنسرت اجرا کردند و در هر کدام سمفونی بتهوون نواخته شد
فیلارمونیک وین اما نه سال بعد در ۱۸۴۲ توسط گروهی که منظم همدیگر را در یک مسافرخانه ملاقات می‌کردند ایجاد شد. این گروه شامل شاعر نیکولاوس لنا، ویرایشگر روزنامه اوگست شمیت، منتقد آلفرد بکر، ویولنیست کارل هولتس، کانت لورسین و آهنگساز اتو نیکولای که رهبر ارشد ارکستر سالن تئاتری در وین بود.
نیکولای و ارکستر او تنها ۱۱ کنسرت طی ۵ سال متوالی اجرا کرد. کارل اکرت نخستین رهبری دائم مجلس اپرای وین بود و در تعدادی از کنسرت‌های فیلارمونیک وین نقش داشت.

## دوره‌های رهبری
سال ۱۸۶۰ اتو دسف برای رهبری دائم انتخاب شد. به نوشته مکس کلبک که منتقد موسیقی و ویرایشگر روزنامه در وین بود، شهرت و تعالی فیلارمونیک وین نتیجه زحمات دسف بود.
در طول سالهای رهبری توسط دسف مجموعه قطعه‌های موسیقی فیلارمونیک وین مدام در حال رشد بود. در سال ۱۸۷۰ این ارکستر به محل جدید خود برای بار سوم منتقل شد. از آن زمان تا به الان ارکستر در سالن طلائی خانه موسیقی Musikverein می‌نوازد.
این سالن جایگاه مدنظر ارکستر است و با ویژگی‌های صوتی اش سبک و صدای نوازندگان را تحت تأثیر قرار می‌دهد. بعد از ۱۵ سال دسف از منصبش کنار زده شد و برای او فتنه ایجاد شد. او وین را ترک و به آلمان رفت تا رهبر ارکستر شود. در سال ۱۸۷۵ هانس ریختر برای جایگزین کردن دسف انتخاب شد. ریختر تا ۱۸۹۸ باقی ماند.
سال ۱۹۰۸ ارکستر فیلکس وینگارتنر را برای اجرای نقش رهبری ارکستر انتخاب کرد. او تا ۱۹۲۷ در این موضع باقی ماند.

## سالهای ۱۹۳۳–۱۹۴۵
۷ می ۲۰۰۰ این ارکستر سمفونی ۹ بتهوون را در محل اردوگاه کار اجباری داخل شهر ماتهاوزن در اتریش اجرا کرد. اجرای این قطعه به مناسبت یادبود ۵۰مین سال آزادسازی این شهر صورت گرفت.
سیمون رتل رهبری این ارکستر را به عهده داشت و تکخوانان آن عبارت بودند از روث زیساک، آنجلیکا کرچسلاگر، وینسون کول و توماس کواستوف. همه هنرمندان و ارکستر این قطعه را افتخاری و بدون خرج اجرا کردند.

## اصلی‌ترین شهرت و محبوبیت
سال ۲۰۰۶، تعدادی از از برترین نشریات تجاری و دو ایستگاه‌های رادیویی و روزنامه طی نظر سنجی فیلارمونیک وین را بهترین ارکستر اروپا نام نهادند. در سال ۲۰۰۸ یک هیئت بین‌المللی متشکل از منتقدان موسیقی و در راس آن‌ها مجله گرامافون انگلیسی، فیلارمونیک وین را بعد از ارکستر کنسرت سلطنتی و فیلارمونیک برلین سوم در جهان رتبه‌بندی کردند.
درخواست بلیط برای دیدن یک کنسرت فیلارمونیک وین در سالن خانگی خودشان شش سال انتظار دارد. این ارکستر نقطه انگیزش ساخت یکی از معروفترین سکه‌های طلائی است. اسم آن سکه فیلارمونیک وین است و با عیار ۲۴ پوشیده است. هر ساله این سکه صادر می‌شود و به چهار وضعیت مختلف در ابعاد و وزن می‌باشد.

## پذیرش زنان و اعضای غیر اروپایی در ارکستر
عضویت دائمی نوازندگان زن به فیلارمونیک وین تا سال ۱۹۹۷ مجاز نبود. این تاریخ بسیار دیرتر از ارکسترهای هم رده فیلارمونیک وین است. از سال ۲۰۱۳ فیلارمونیک وین شش عضو زن دارد و آلبنا دانایلووا که یک ویولنیست است در سال ۲۰۰۸ برای اولین بار به یکی از سازندگان رهبران ارکستر تبدیل شد. در ژانویه ۲۰۰۵ سیمون یونگ اتریشی اولین زنی بود که در فیلارمونیک وین ارکستر را رهبری کرد. به نوشتهٔ نیویورک تایمز، ارکستر فیلارمونیک وین در جریان تور اجرای کنسرت موسیقی در ایالات متحده، توسط سازمان ملی زنان و اتحادیه بین‌المللی زنان در موسیقی با اعتراضات گسترده‌ای مواجه شد. دامنهٔ این اعتراضات در ۲۸ فوریه ۱۹۹۷ که تا آستانهٔ ممنوعیت و عدم مجوز اجرای کنسرت نیز پیش رفت آنچنان بود که سرانجام اعضای امنای ارکستر، طی یک جلسه فوق‌العاده توافق کردند که زنی به نام آنا لیلکس را به عنوان نوازنده چنگ در گروه خود بپذیرند.